# Leon Sperling
Leon Sperling (Cracovia, 7 agosto 1900 – Ghetto di Leopoli, 15 dicembre 1941) è stato un calciatore polacco, di ruolo attaccante. Di origini ebraiche, fu vittima dell'Olocausto.

## Carriera

### Club
Ha giocato tutta la carriera nel campionato polacco.

### Nazionale
Con la Nazionale ha preso parte alle Olimpiadi del 1924.